# Glavna uprava za vanjsku sigurnost
Glavna uprava za vanjsku sigurnost (fra.: Direction générale de la Sécurité extérieure, DGSE) je vanjska obavještajna služba Francuske Republike zadužena za djelovanje u inozemstvu. DGSE djeluje unutar francuskog Ministarstva obrane. Glavna uprava za vanjsku sigurnost prikuplja obavještajne podatke u svrhu zaštite nacionalne sigurnosti, uključujući obavljanje paravojnih i protuobavještajnih operacija u inozemstvu. Kao i kod većine drugih obavještajnih službi, detalji njezina djelovanja i organizacije nisu dostupni javnosti. 
Značajan dio posla DGSE-a je gospodarska špijunaža. Sjedište DGSE-a je u Parizu.
DGSE je dio francuske obavještajne zajednice zajedno sa sigurnosnom službom DGSI, vojnom sigurnosnom službom DRSD i vojnom obavještajnom službom DRM.

## Povijest
Glavna uprava za vanjsku sigurnost ima svoje korijene u Glavnoj upravi za posebnu službu (Direction générale des services spéciaux, DGSS) koja je osnovan 27. studenog 1943. godine od strane francuskog političara Jacques Soustellea. Naziv je promijenjen 26. listopada 1944. u Glavna uprava za proučavanje i istraživanje (Direction générale des études et recherches, DGER). Počeci su bili obilježeni nepotizmom i zloupotrebama te je Soustelle smijenjen s mjesta ravnatelja.
Bivši borac Slobodne Francuske Andre Dewavrin zvani pukovnik Passy je 1945. godine bio zadužen za reformu DGER-a. Dewavrin je otpustio više od 8300 obavještajnih agenata od 10 000 koje je zaposlio Soustelle, a služba je 28. prosinca 1945. preimenovana u Služba za vanjsku dokumentaciju i protušpijunažu (Service de documentation extérieure et de contre-espionnage, SDECE).
SDECE je u sebi objedinio razne francuske obavještajne službe od kojih je najpoznatiji Drugi ured (Deuxième Bureau) najstarija francuska obavještajna služba osnovana 1871. godine za potrebe Glavnog stožera Francuske vojske nakon stvaranja Francuske Treće Republike. Za vrijeme Drugog svjetskog rata od srpnja 1940. do 27. studenog 1943. godine, djelovala je ratna obavještajna služba poznata Središnji ured za obavještajno djelovanje (Bureau central de renseignements et d'action, BCRA), s André Dewavrinom na čelu.

## Ustroj
Glavna uprava za vanjsku sigurnost je podijeljena na:
- Opća uprava (la direction générale, DG)
- Uprava za administraciju (la direction de l'administration, DA)
- Uprava za strategiju (la direction de la stratégie, DS)
- Tehnička uprava (la direction technique, DT)
- Uprava za obavještajne poslove (la direction du renseignement DR)
  - Politička obavještajna služba
  - Sigurnosno obavještajna služba
- Uprava za operacije (la direction des opérations, DO)
  - Odjel za djelovanje (odgovoran za tajne operacije)

## Proračun
Proračun DGSE-a je oko 731 milijuna dolara ili oko 4.8 milijardi kuna.
Prema Claudeu Silberzahnu, jednom od bivših ravnatelja, proračun DGSE-a je podijeljen na sljedeće:
- 25% za vojno obavještajno djelovanje
- 25% za gospodarsko obavještajno djelovanje
- 50% za diplomatsko obavještajno djelovanje

## Ravnatelji
| Ravnatelj               | Razdoblje     |
| ----------------------- | ------------- |
| Pierre Marion           | 1981. – 1982. |
| Admiral Pierre Lacoste  | 1982. – 1985. |
| General René Imbot      | 1985. – 1987. |
| General François Mermet | 1987. – 1989. |
| Claude Silberzahn       | 1989. – 1993. |
| Jacques Dewatre         | 1993. – 1999. |
| Jean-Claude Cousseran   | 1999. – 2002. |
| Pierre Brochand         | 2002. – 2008. |
| Erard Corbin de Mangoux | 2008. – 2013. |
| Bernard Bajolet         | 2013. – 2017. |
| Jean-Pierre Palasset    | 2017. – 2017. |
| Bernard Émié            | 2017. -       |

- kurziv označava vršitelja dužnosti

## Poveznice
- DGSI, francuska sigurnosna služba
- DRSD, vojna sigurnosna služba
- DRM, vojna obavještajna služba
- CIA, američka obavještajna služba
- MI6, britanska obavještajna služba
- Mossad, izraelska obavještajna služba
- SOA, hrvatska sigurnosno-obavještajna služba

## Vanjske poveznice
- Službena stranica  Arhivirana inačica izvorne stranice od 12. svibnja 2019. (Wayback Machine)